# Sderot
Sderot oder Sederot [sdeˈrɔːt]ⓘ (hebräisch שְׂדֵרוֹת Sderot, deutsch ‚Baumreihen, Allee‘, arabisch سديروت, DMG Sidīrūt) ist eine Stadt im südlichen Israel. Die Stadt liegt im Westteil des Negev unweit des nördlichen Gazastreifens.

## Geografische Lage
Sderot liegt im Westen Israels, an den nordwestlichen Ausläufern der Wüste Negev und ca. 12 Kilometer von der Mittelmeerküste entfernt. Die Stadt gehört zum Südbezirk des Landes, Unterbezirk Aschkelon. Sderot grenzt fast direkt an die nordöstliche Ecke des Gazastreifens, Gaza-Stadt ist ca. 12 Kilometer Luftlinie entfernt. Nächstgrößere israelische Stadt ist das ca. 15 Kilometer nördlich gelegene Aschkelon.

## Geschichte

### Gründung und Entwicklung
Sderot wurde 1951 auf dem Land des palästinensischen Dorfes Nadschd (arabisch نجد, DMG Naǧd) gegründet, dessen Einwohner 1948 von der Hagana nach Gaza vertrieben und dessen Dorf selbst vollkommen zerstört worden war. Die ehemaligen Bewohner und ihre Nachkommen leben bis heute als Flüchtlinge im Gazastreifen.
Eine eigenständige Gemeindeverwaltung wurde Sderot 1958 und im Jahr 1996 eine Stadtverwaltung.

### Nahostkonflikt seit 2001

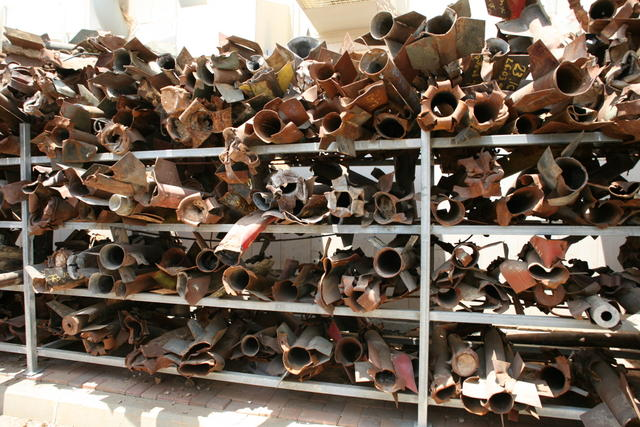
Auf Sderot abgefeuerte Kassam-Raketen werden in der Polizeistation aufbewahrt.

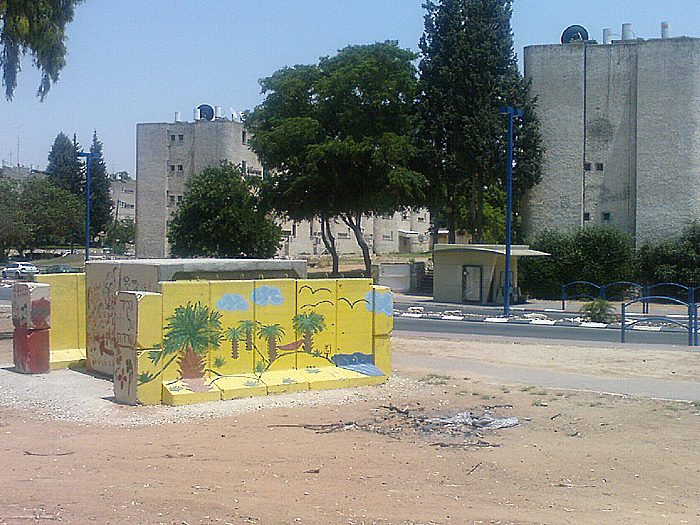
Straßenbunker (vorne), Bushaltestellenbunker (hinten) in Sderot

Internationale Bekanntheit erlangte Sderot, weil es ab dem 16. April 2001 im Rahmen des Nahostkonfliktes immer wieder aus dem nahen Gazastreifen angegriffen wird. Allein am Abend des ersten Tages schlugen fünf Mörsergranaten und eine Kassam-Rakete im Stadtgebiet ein.
Durch die sich wiederholenden Angriffe leiden viele Einwohner an einer posttraumatischen Belastungsstörung.
Am 28. Juni 2004 starben bei einem solchen Angriff erstmals Menschen, der 49 Jahre alte Mordechai Josepov und der 4 Jahre alte Junge Afik Sahavi.
Einige Monate später, am 29. September 2004, wurden bei einem Angriff mit Kassam-Raketen aus dem Gazastreifen zwei Kleinkinder getötet.
Dieser und weitere Anschläge löste die Militäraktion „Tage der Buße“ des israelischen Militärs im Gazastreifen aus.
Seit Israels Rückzug aus dem Gazastreifen im Sommer 2005 haben die Angriffe massiv zugenommen.
Die Zahl der auf Israel, zumeist auf Sderot, abgefeuerten Raketen stieg im Zeitraum von 2001 bis zum Januar 2009 auf über 8600.
Seit 2004 befindet sich in Sderot wegen der Angriffe die einzige im Ernsteinsatz befindliche Komponente des Tactical-High-Energy-Laser-Systems, eines von einer amerikanischen Firma entwickelten Verteidigungssystems gegen Raketenbeschuss. Es funktioniert in etwa achtzig Prozent der Fälle. Vom Ertönen des Frühwarnsystems Zeva Adom („Farbe Rot“) bis zum Einschlag der Rakete bleiben nur etwa 15 Sekunden, um sich in Sicherheit zu bringen.
Am 21. Januar 2005 starb Ayala-Chaya Abukasis, nachdem sie am 15. Januar 2005 bei einem Raketenangriff schwer verletzt wurde.
Im Jahr darauf kam es Mitte November zu einer Vielzahl von Raketenangriffen, die am 16. und am 21. zwei weitere Todesopfer forderten und einige Menschen schwer verletzten. Die Angriffe dauerten in den Folgewochen an. Eine Delegation von 70 Diplomaten, die auf Einladung von Außenministerin Tzipi Livni am 23. November die Stadt besuchte, verließ die Stadt nur 20 Minuten vor einem neuerlichen Angriff mit Kassam-Raketen.
Im Mai 2007 gab es zwei weitere Todesopfer, Schir'el Friedman, 32 Jahre verstarb am 21. und ʿOschri ʿOz 36 Jahre am 27. Mai 2007.
Am 12. Dezember 2007 fielen mehr als 20 Raketen auf Sderot, worauf der Bürgermeister der Stadt, Eli Moyal, unerwartet seinen Rücktritt bekanntgab.
Im Januar und Februar des Jahres 2008 wurden über 1000 Raketen auf Sderot geschossen; dabei kam Ende Februar ein Mann auf dem Campus des Sapir Colleges ums Leben.
Roni Yihye, 47 Jahre alt, wurde am 27. Februar 2008 und Schir-El Friedman, 35 Jahre alt, am 19. Mai 2008 bei Raketenangriffen getötet.
Auch in der darauffolgenden Zeit kam es zu weiteren Raketenangriffen, die die Militäraktion Operation Gegossenes Blei der israelischen Armee im Gazastreifen auslösten.
Im November 2010 wurden die ersten beiden Batterien des mobilen Raketenabwehrsystems Iron Dome zum Schutz von Sderot stationiert.
Nach einem Raketenbeschuss aus dem Gazastreifen am 29. Juni 2014 brannte eine Farbenfabrik im Industriegebiet vollständig nieder. Zwei Arbeiter erlitten Verbrennungen. Dies war der erste direkte Treffer auf ein Ziel in Israel seit der erneuten Zunahme des Raketenbeschusses Mitte Juni. Weitere Raketen zerstörten ein Wohnhaus und ein Studentenwohnheim. Die Zunahme des Raketenbeschusses war ein Auslöser für die Operation Protective Edge der israelischen Armee ab 8. Juli 2014.
Im Zuge des Terrorangriffs der Hamas auf Israel 2023 kam es zum Angriff auf Sderot, wobei bewaffnete Terroristen der Hamas in die Stadt eindrangen, unter anderem das Gebäude der Stadtpolizei besetzten und rund 50 Zivilisten ermordeten. Die Kämpfe zur Rückeroberung und Säuberung dauerten mehr als drei Tage, wobei rund 20 israelische Sicherheitskräfte und etwa 50 Terroristen getötet wurden. Aufgrund des Angriffs kam es zu einer freiwilligen und empfohlenen Evakuierung der Stadt, in dessen Folge die Einwohnerzahl auf mehrere Hundert bis zweitausend Menschen zurückging und Sderot in internationalen Medien den Ruf einer Geisterstadt erwarb.

## Einwohner
Im Jahr 2018 hatte Sderot 26.455 Einwohner. Etwa 60 Prozent davon sind orientalische Juden, hauptsächlich aus Marokko stammend und etwa vierzig Prozent davon sind Neueinwanderer, die erst nach 1990 aus der ehemaligen Sowjetunion zugezogen sind.
Das israelische Zentralbüro für Statistik gibt bei den Volkszählungen vom 22. Mai 1961, 19. Mai 1972, 4. Juni 1983, 4. November 1995 und vom 28. Dezember 2008 für Sderot folgende Einwohnerzahlen an:

| Jahr der Volkszählung | 1961  | 1972  | 1983  | 1995   | 2008   |
| Anzahl der Einwohner  | 3.539 | 7.638 | 9.014 | 16.600 | 19.416 |

## Kibbuz Migwan
Migwan (hebräisch מגוון ‚Farbvielfalt‘) ist ein kleiner Kibbuz innerhalb der Stadt Sderot.
Der Kibbuz wurde 1987 gegründet. Seit seiner Gründung gehörte der Kibbuz der links-zionistischen Kibbuzvereinigung ha-Kibbuz ha-Arzi (Landeskibbuzverband) an, welcher allerdings 1999 in dem Dachverband ha-Tenuʿa ha-Kibbuzit (die Kibbuzbewegung) aufging. 2005 lebten in dem städtischen Kibbuz ca. 50 Personen. Migwan ist ein moderner Kibbuz mit traditionellen Einflüssen. Er besitzt einen kollektiven Wirtschaftszweig mit Gemeinschaftsunternehmen, gemeinsame kulturelle Einrichtungen und Veranstaltungen sowie wöchentliche Versammlungen. Im Gegensatz zu den traditionell-sozialistischen Kibbuzim gibt es in Migwan privaten Besitz, wie das Einkommen und private Immobilien. Heute beherbergt der Kibbuz etwa 10 Familien sowie Internet- und Dienstleistungsunternehmen.

## Bürgermeister
Stadtverwaltung
- – 2007 Eli Moyal
- 2008 – 2013 David Buskila
- 2013 – Lfd. Alon Davidi[22]

Vorsitzender der Gemeindeverwaltung
- 1962 – 1971 Yehonaran Yifrach
- 1983 – 1988 Amir Peretz

## Trivia
Das südlich der Stadt im Landkreis Schaʿar HaNegev gelegene Sapir College ging im Dezember 2005 eine akademische Partnerschaft mit der Fachhochschule Trier ein. Das vom College organisierte, seit 2002 jährlich stattfindende internationale Cinema South Festival ist eines der wichtigsten Kulturereignisse im Süden Israels. Ein besonderer Schwerpunkt ist ein Programm für lokales arabisch-palästinensisches Kino.

## Städtepartnerschaften
- Bezirk Steglitz-Zehlendorf von Berlin,[26] seit 1975
- Antony bei Paris,[27] seit 1984

## Söhne und Töchter der Stadt
- Shimon Adaf (* 1972), Schriftsteller
- Miri Bohadana (* 1977), Schauspielerin, Model und Fernsehmoderatorin